# Pezizaceae
Pezizaceae (Barthélemy Charles Joseph Dumortier, 1829) din încrengătura Ascomycota, în subdivizia Pezizomycotina, clasa Pezizomycetes și ordinul Pezizales, este o familie de ciuperci saprofite și/sau parazitare destul de mare, răspândită în toată lumea. În momentul de față conține 31 genuri cu mai mult de 250 specii, în Europa mai puține, cel mai mare între ele fiind Peziza cu peste 100 de specii. În majoritate sunt determinate saprofite dar au fost descris de asemenea specii micorizante. Tip de gen este Peziza.

## Istoric
Familia a fost descrisă pentru prima și până în prezent (2019) singura dată de micologul francez Barthélemy Charles Joseph Dumortier în lucrarea sa Analyse des familles des plantes, avec l'indication des principaux genres qui s'y rattachent din 1829.

## Descriere

### Caracteristici macroscopice
O identificare macroscopică nu este posibilă: Deși Pezizaceae-le au preponderent corpuri fructifere în formă de ceașcă (Ascomata), în mare parte cărnoase, moi și fragile, care pot varia între câțiva milimetri și 15 cm în diametru, există și multe specii hipogene (edafone), adică specii subterane asemănător trufelor, printre ele (13 genuri). Mai departe sunt cunoscute și unele genuri de mucegai (de exemplu Chromelosporium fulvum). Din punct de vedere ecologic, familia acoperă o gamă largă de nișe, fructificând pe toate tipurile de sol: nisip, argilă, calcar, arsuri, bălegar și lemn. Se știe, că multe specii preferă solul cu un pH ridicat și, în unele cazuri, un conținut redus de materie organică.

### Caracteristici microscopice
Relațiile filogenetice între membrii familiei Pezizaceae au fost studiate folosind 90 de secvențe parțiale ARN ale rADN de la 51 de specii de genul Peziza și suplimentar 20 de specii Pezizaceae din 8 genuri care germină deasupra solului (Boudiera, Iodofanus, Iodowynnea, Kimbropezia, Pachyella, Plicaria, Sarcosphaera și Scabropezia) precum și 5 genuri hipogene (Amylascus, Cazia, Hydnotryopsis, Ruhlandiella și Tirmania). Pentru a testa caracteristica monofilă a Pezizaceae-lor și relațiile cu genurile Marcelleina și Pfistera (Pyronemataceae'') au fost incluse 6 specii din familiile Ascobolaceae, Morchellaceae și Pyronemataceae. Analizele acestor secvențe sugerează cu o probabilitate maximă că sunt monofiletice. Ciupercile sunt determinate mai departe prin ascele lor amiloze, ce înseamnă colorabilitatea structurilor tisulare folosind reactivi de iod), o caracteristică pe care o au în comun în ordinul Pezizales numai cu familia lor însurată Ascobolaceae. Ascele operculare, purtătoare de mereu 8 spori, sunt o caracteristică a tuturor Pezizales. Ascosporii sunt mononucleari, de obicei cu pereți subțiri, sferici, eliptici sau fusiformi, hialini (translucizi) până la palid maroniu, netezi sau reticulați și fin-verucoși. Dar, diviziunea în mai multe genuri încă nu este finalizată.

## Genurile familiei
| Genul include următoarele familii și specii: - Adelphella D.H.Pfister, Matočec & I.Kušan, (2009) cu o specie Adelphella babingtonii) - Amylascus Trappe (1971) cu 2 specii (Amylascus herbertianus, Amylascus tasmanicus) - Aquapeziza D. M. Hu, L. Cai & K. D. Hyde (2012) cu o specie (Aquapeziza globispora) - Boudiera Cooke (1887) cu 26 specii (Boudiera acanthospora, Boudiera dennisii, Boudiera tracheia și încă 23 specii) - Calongea Bonito & Trappe (2009) cu o specie (Calongea prieguensis) - Cazia Trappe (1989) cu 2 specii (Cazia quercicola, Cazia flexiascus) - Chromelosporium Corda (1833) cu 12 specii (Chromelosporium carneum, Chromelosporium macrospermum și încă 10 specii) - Delastria Tul. & C.Tul. (1843) cu 6 specii (Delastria evae, Delastria faustiniana, Delastria javieri, Delastria liebanensis, Delastria rosea, Delastria supernova) - Elderia McLennan (1961) cu o specie (Elderia arenivaga) - Galactinia (Cooke) Boud. (1885) cu 129 specii (Galactinia pseudosylvestris și încă 128) - Glischroderma Fuckel (1870) cu o specie (Glischroderma cinctum) - Hapsidomyces J.C.Krug & Jeng (1984) cu o specie (Hapsidomyces venezuelensis) - Hydnobolites Tul. & C.Tul. (1843) cu 10 specii (Hydnobolites baodingensis, Hydnobolites californicus, Hydnobolites carneus, Hydnobolites cerebriformis, Hydnobolites excavata, Hydnobolites fallax, Hydnobolites herbertianus, Hydnobolites javanicus, Hydnobolites melanoxanthus, Hydnobolites tulasnei) - Hydnoplicata Gilkey (1955) cu 2 specii (Hydnoplicata convoluta, Hydnoplicata whitei) - Hydnotryopsis Gilkey (1916) cu 5 specii (Hydnotryopsis compacta, Hydnotryopsis gautierioides, Hydnotryopsis gilkeyae, Hydnotryopsis setchellii, Hydnotryopsis suevica) - Imaia Trappe & Kovács, (2008) cu o specie (Imaia gigantea) - Iodophanus Korf (1967) cu 3 specii (Iodophanus carneus, Iodophanus hyperboreus, Iodophanus testaceus) - Iodowynnea (Pat. ex Le Gal) Medel, Guzmán & S. Chacón (1996) cu o specie (Iodowynnea auriformis) - Kalaharituber Trappe & Kagan-Zur (2005) cu o specie (Kalaharituber pfeilii) - Luteoamylascus J. Cabero, P. Alvarado & G. Moreno (2016) cu o specie (Luteoamylascus aculeatus) - Mattirolomyces E.Fisch. (1938) cu 5 specii (Mattirolomyces austroafricanus, Mattirolomyces mexicanus, Mattirolomyces mulpu, Mattirolomyces spinosus, Mattirolomyces terfezioides) - Muciturbo P.H.B.Talbot (1989) cu 3 specii (Muciturbo reticulatus, Muciturbo ''truncatus, Muciturbo verrucosus) | - Mycoclelandia Trappe & G.W.Beaton (1984) cu 2 specii (Mycoclelandia arenacea, Mycoclelandia bulundari) - Oedocephalum Preuss (1851) cu 56 specii (Oedocephalum adhaerens, Oedocephalum elegans, Oedocephalum nayoroense și încă 53) - Pachyella Boud. (1907) cu 33 specii, după alții mai multe (Pachyella adnata, Pachyella babingtonii, Pachyella clypeata, Pachyella habrospora, Pachyella punctispora, Pachyella violaceonigra și încă 27) - Pachyphlodes Zobel (1854) cu 12 specii (Pachyphlodes austro-oregonensis, Pachyphlodes carneus, Pachyphlodes citrinus, Pachyphlodes conglomerata, Pachyphlodes depressus, Pachyphlodes ligericus, Pachyphlodes marronina, Pachyphlodes melanoxanthus, Pachyphlodes nemoralis, Pachyphlodes pfisteri, Pachyphlodes thysellii, Pachyphlodes virescens) - Pachyphloeus Tul. & C.Tul. (1845) cu 16 specii (Pachyphloeus austro-oregonensis, Pachyphloeus carneus, Pachyphloeus citrinus, Pachyphloeus conglomeratus, Pachyphloeus depressus, Pachyphloeus lateritius, Pachyphloeus ligericus, Pachyphloeus luteus, Pachyphloeus macrosporus, Pachyphloeus marroninus, Pachyphloeus melanoxanthus, Pachyphloeus oleiferus, Pachyphloeus prieguensis, Pachyphloeus saccardoi, Pachyphloeus thysellii, Pachyphloeus virescens) - Peziza (Dill.) Fr. (1822) cu peste 100 specii (o selecție ale speciilor pot fi citite în articolul despre acest gen) - Plicaria Fuckel 1870 cu 5 specii, la Mycobank mult mai multe (Plicaria acanthodictya, Plicaria anthracina, Plicaria endocarpoides, Plicaria leiocarpa, Plicaria trachycarpa, Plicaria trachycarpa var. ferruginea) - Plicariella (Pier Andrea Saccardo\|Sacc.]]) Rehm (1894) cu 12 specii (Plicariella constellatio, Plicariella empetri, Plicariella ferruginea, Plicariella flavovirens, Plicariella fulgens, Plicariella fuliginea, Plicariella leiocarpa, Plicariella murina, Plicariella radula, Plicariella scabrosa, Plicariella trachycarpa, Plicariella vaccini(i)) - Ruhlandiella Henn. (1903) cu 6 specii (Ruhlandiella berolinensis, Ruhlandiella hesperia, Ruhlandiella parvispora, Ruhlandiella peregrina, Ruhlandiella reticulata, Ruhlandiella truncata) - Sarcopeziza Loizides și colaboratori (2018) cu o specie (Sarcopeziza sicula) - Sarcosphaera Auersw. (1869) cu 10 specii (Sarcosphaera ammophila, Sarcosphaera arenosa, Sarcosphaera coronaria, Sarcosphaera crassa, Sarcosphaera dargelasii, Sarcosphaera eximia, Sarcosphaera funerata, Sarcosphaera gigantea, Sarcosphaera sepulchralis, Sarcosphaera sumneriana, Sarcosphaera ulbrichiana) - Scabropezia Dissing & D.H.Pfister (1981) cu 3 specii (Scabropezia echinophora, Scabropezia flavovirens, Scabropezia scabrosa) - Stouffera Kovács & Trappe (2011) cu o specie (Stouffera longii) - Temperantia K. Hansen, Healy & Kovács (2011) cu o specie (Temperantia tiffanyae) - Terfezia (Tul. & C.Tul.) Tul. & C.Tul. (1851) cu mai mult de 20 specii (Terfezia albida, Terfezia alsheikhii, Terfezia arenaria, Terfezia boudieri, Terfezia canariensis, Terfezia cistophila, Terfezia claveryi, Terfezia crassiverrucosa, Terfezia eliocrocae, Terfezia extremadurensis, Terfezia fanfani, Terfezia grisea, Terfezia leptoderma, Terfezia lusitanica, Terfezia morenoi, Terfezia olbiensis, Terfezia pini, Terfezia pseudoleptoderma, Terfezia sinuosa, Terfezia trappei) - Tirmania Chatin (1892) cu 6 specii (Tirmania africana, Tirmania honrubiae, Tirmania cambonii, Tirmania nivea, Tirmania ovalispora, Tirmania pinoyi) - Ulurua Claridge & Kovács (2009) cu o specie (Ulurua nonparaphysata) |

### Familia Terfeziaceae și Pezizaceae
Familia Terfeziaceae cu între altele genurile hipogene Terfezia și Tirmania este filogenetic identică cu familia Pezizaceae și, prin urmare, trebuie văzută doar un sinonim, cum a declarat micologa Karen Hansen cu coautorii ei în 2008. Ddeja în 1999 de exemplu, a fost dovedit de către micologii J. E. Norman, și K. N. Egger, că soiurile familiei aparțin mai degrabă familiei Pezizaceae decât celei ale Terfeziaceae-lor, familie care prin urmare a fost abolită de autori. Totuși, discuția pare încă neterminată. Nu rar, Terfeziaceae mai este acceptată familie proprie până în prezent (2019).

## Specii din genurile familiei în imagini

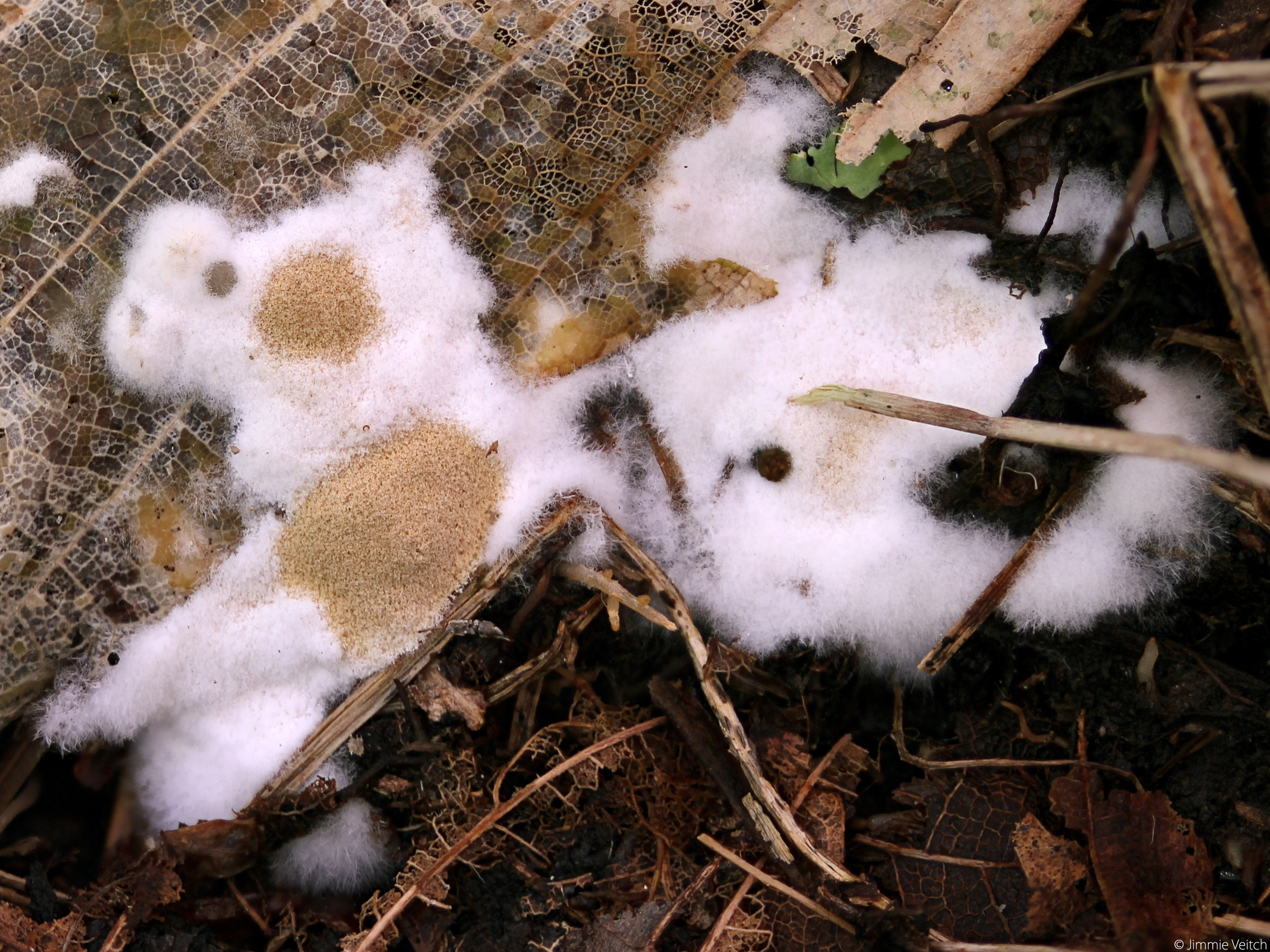
Chromelosporium fulvum
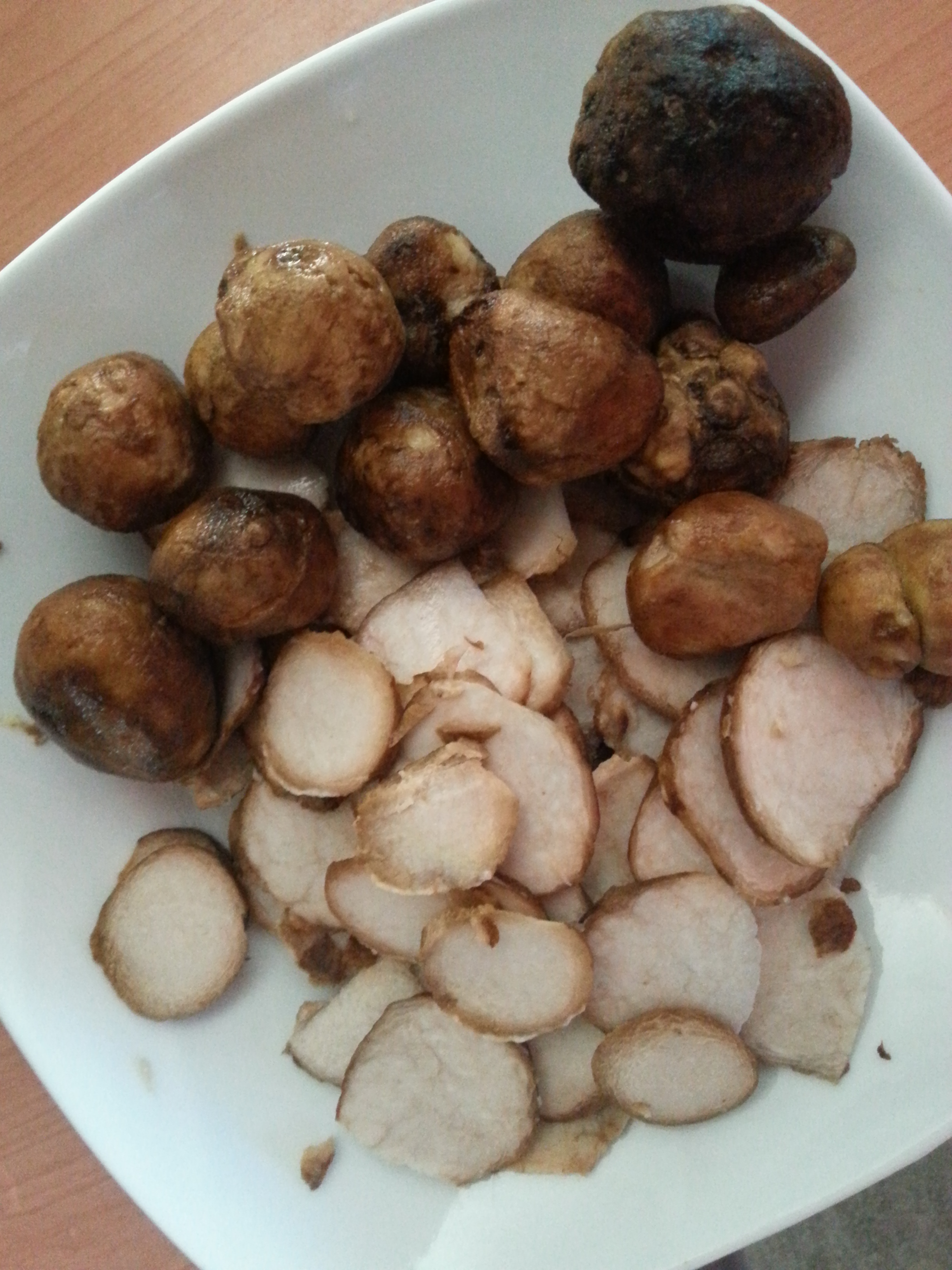
Kalaharituber pfeilii
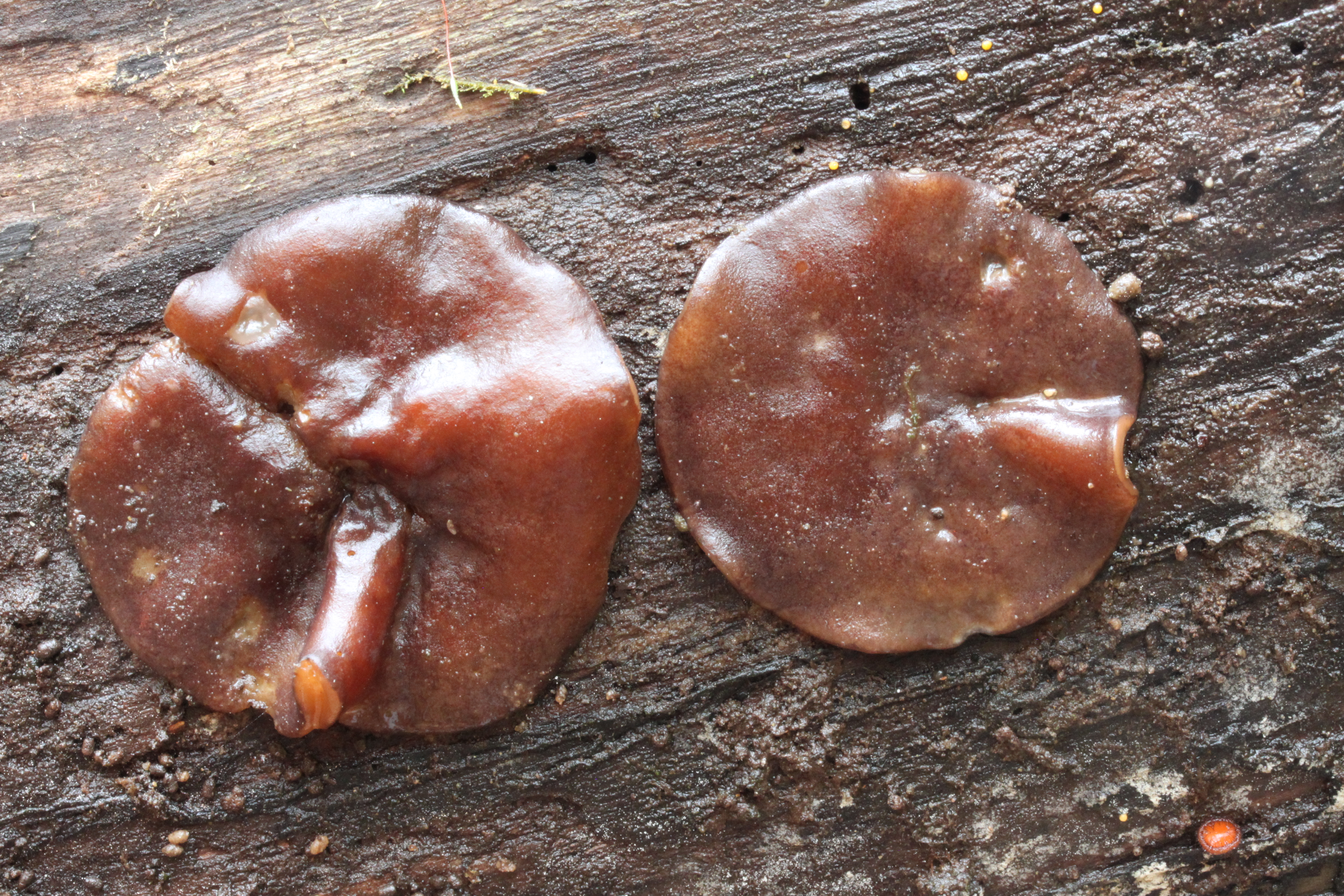
Pachyella clypeata
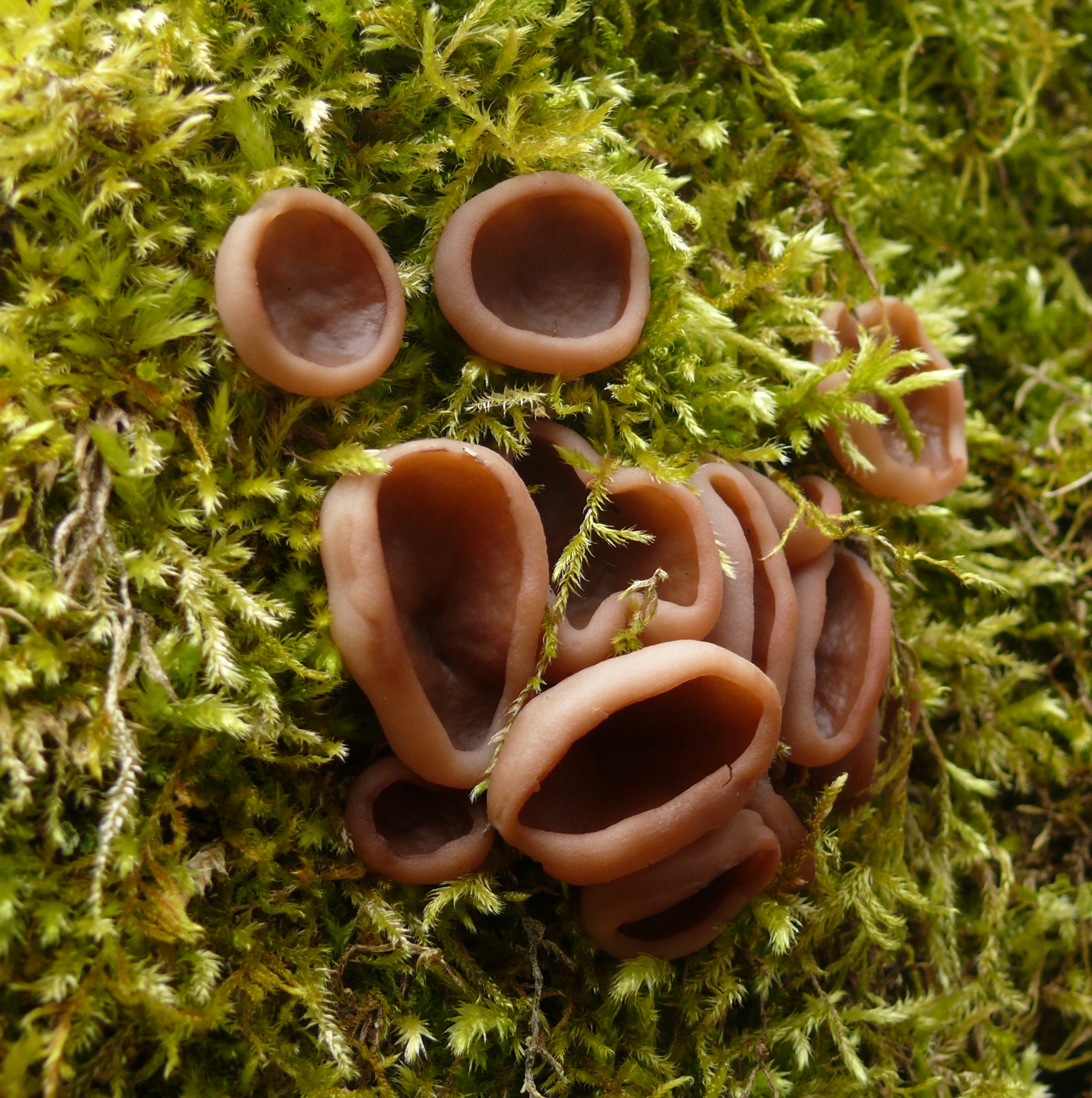
Peziza badia
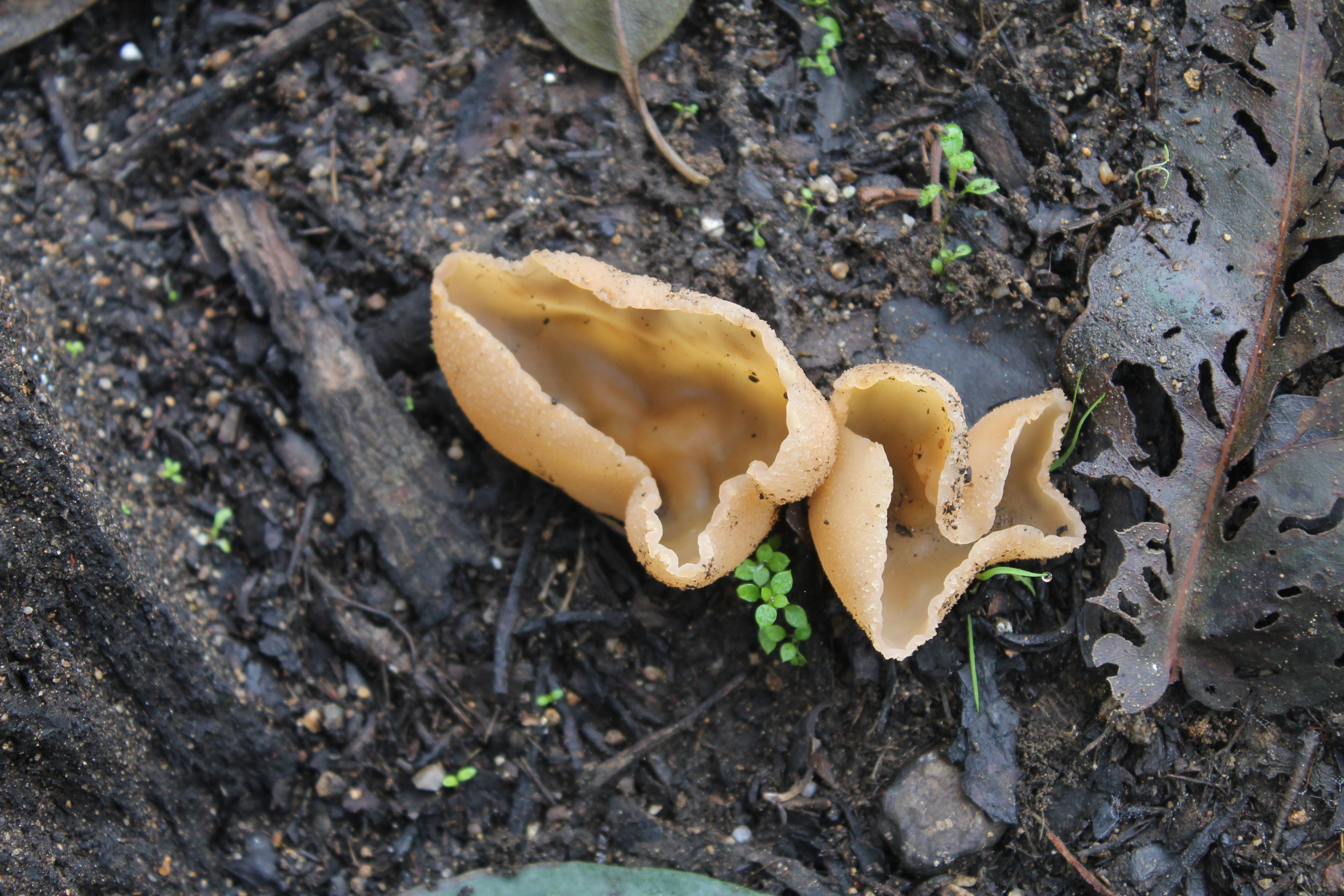
Peziza vesiculosa
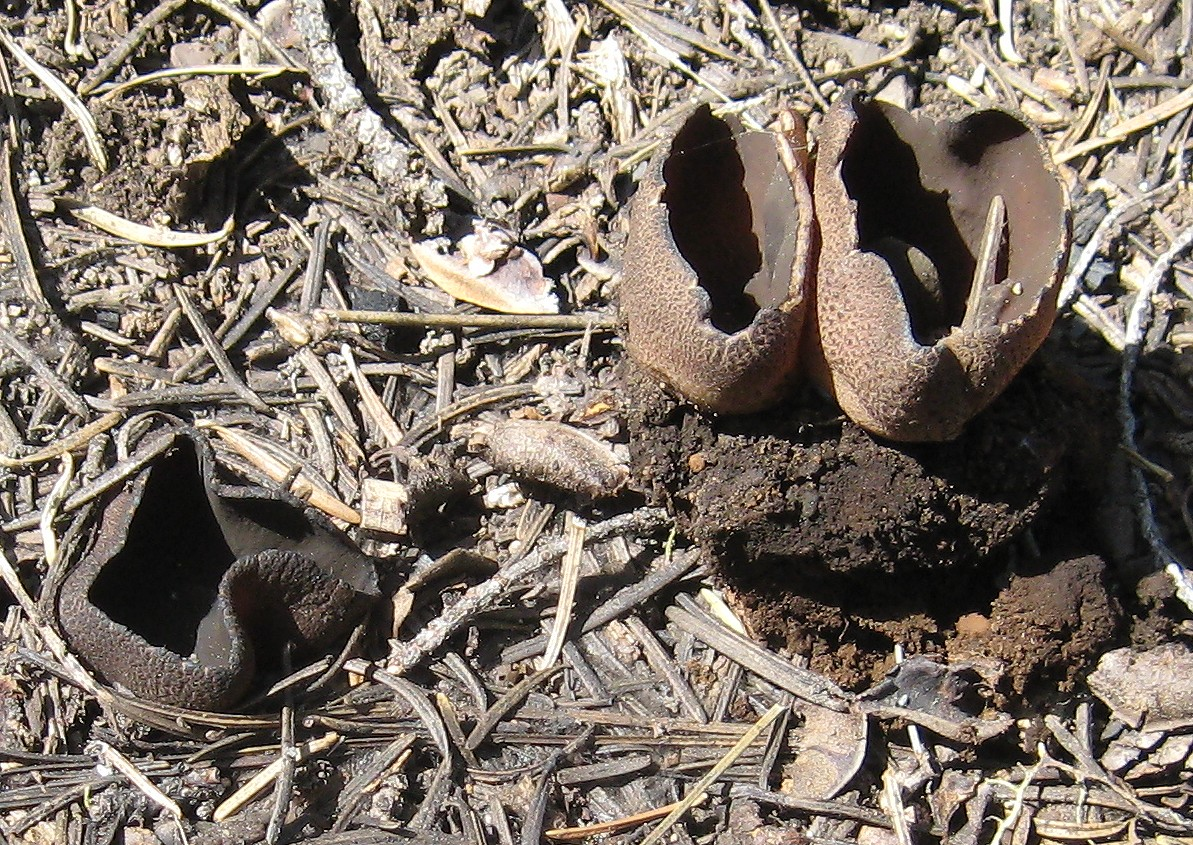
Plicaria endocarpoides
Ruhlandiella patagonica
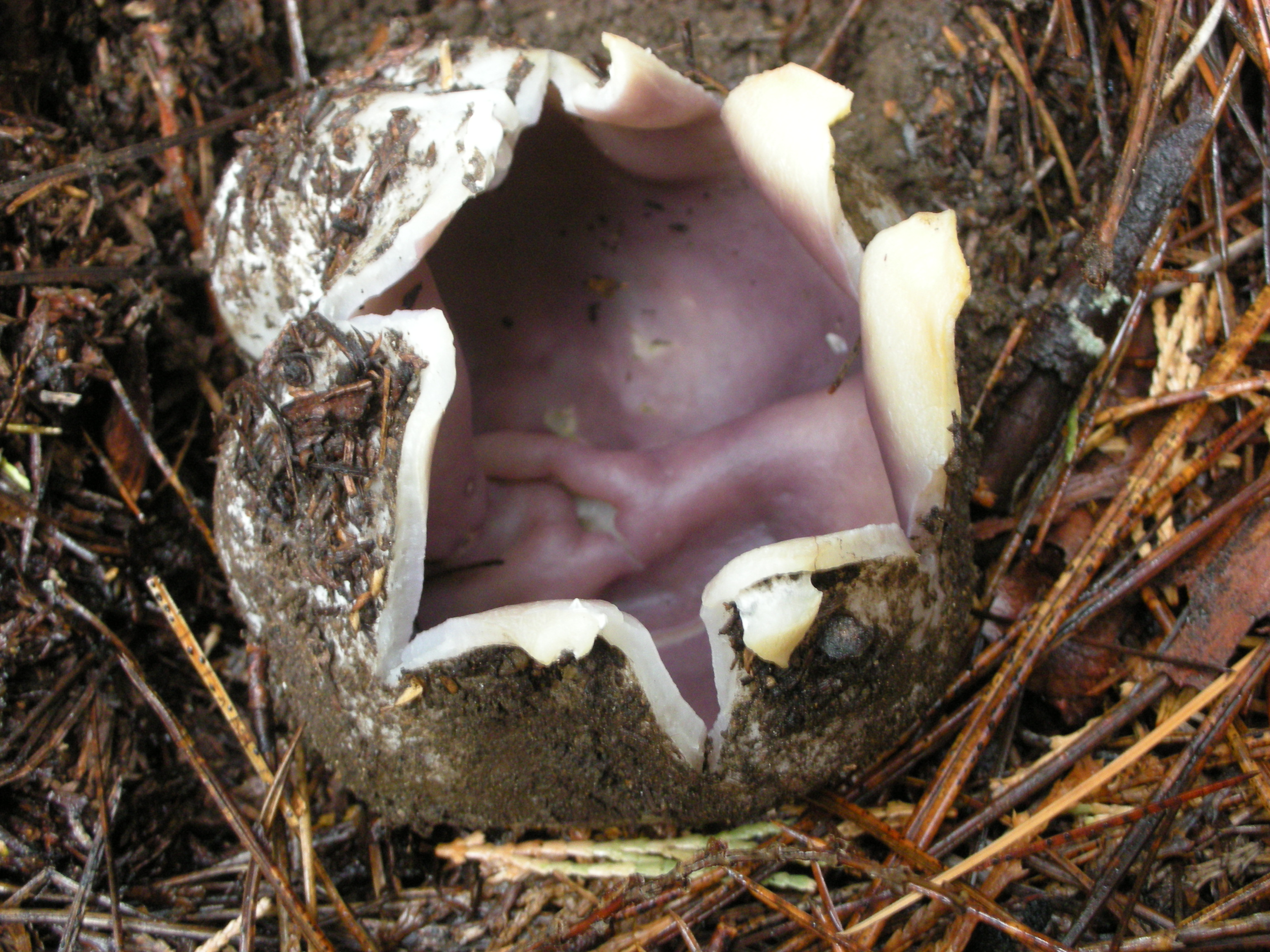
Sarcosphaera coronaria
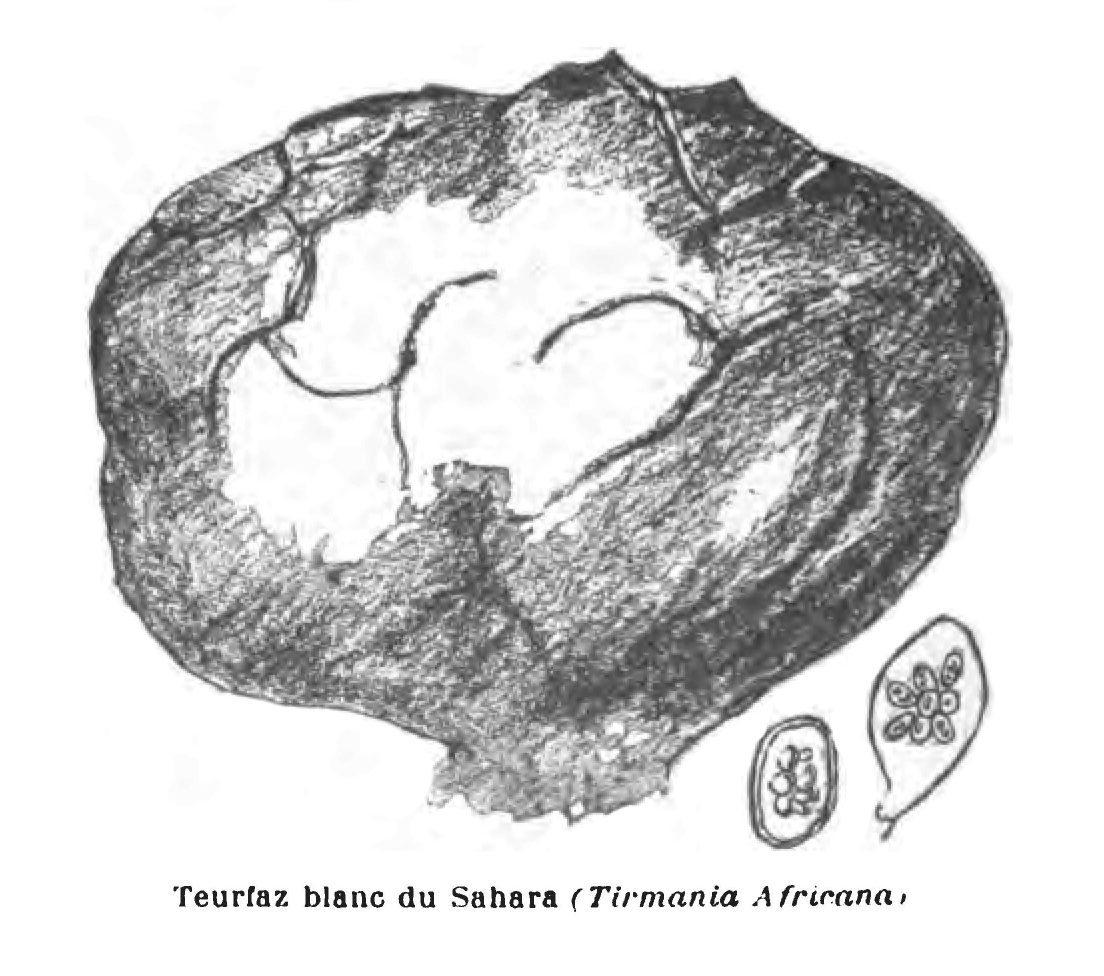
Tirmania nivea
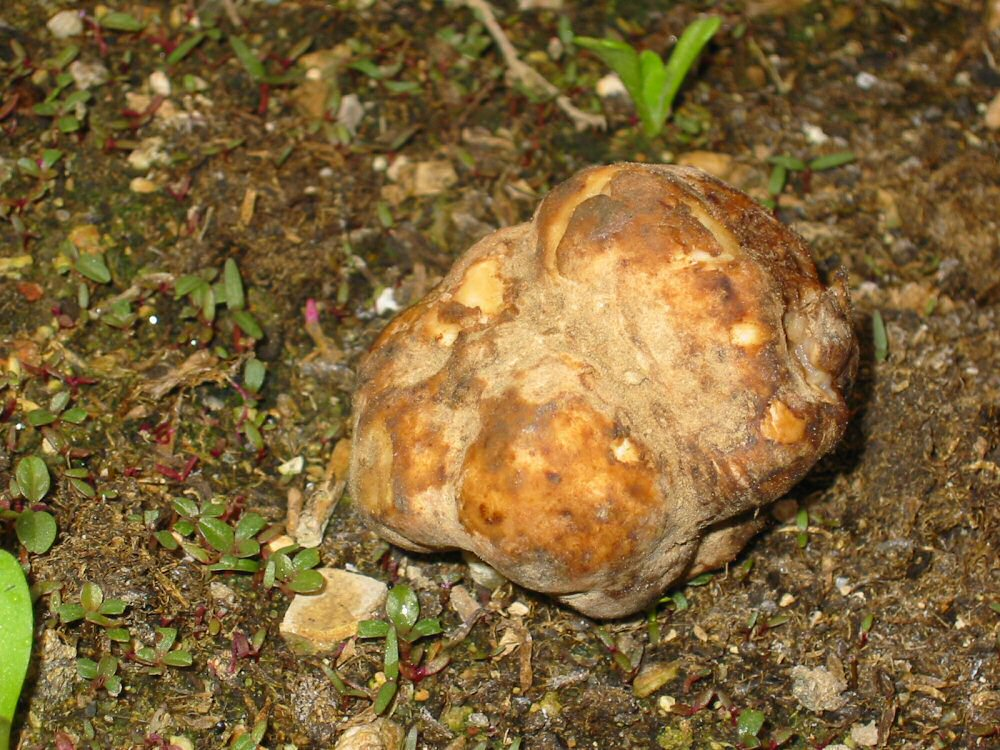
Terfezia arenaria

## Delimitare
Următoarele genuri sunt apropiat înrudite, dar nu aparțin familiei Pezizaceae:
- Discinaceae Erich Heinz Benedix (1962),[21] 5 genuri și 58 de specii. Tip de gen este Discina.[22]
- Helvellaceae Fr. (1822),[23] 134 (117) specii în 5 genuri, cu tipul de gen Helvella,[24]
- Morchellaceae Ludwig Reichenbach (1834),[25] 116 specii în 8 genuri, cu tipul de gen Morchella,[26]
- Pyronemataceae (Pers.) Bonord. (1851)[27] aproximativ 500 de specii în 75 de genuri cu tipul de gen Otidea,[28]
- Terfeziaceae E.Fisch. (1897),[29] 65 de specii în 6 genuri,  cu tipul de gen Terfizia.[30]

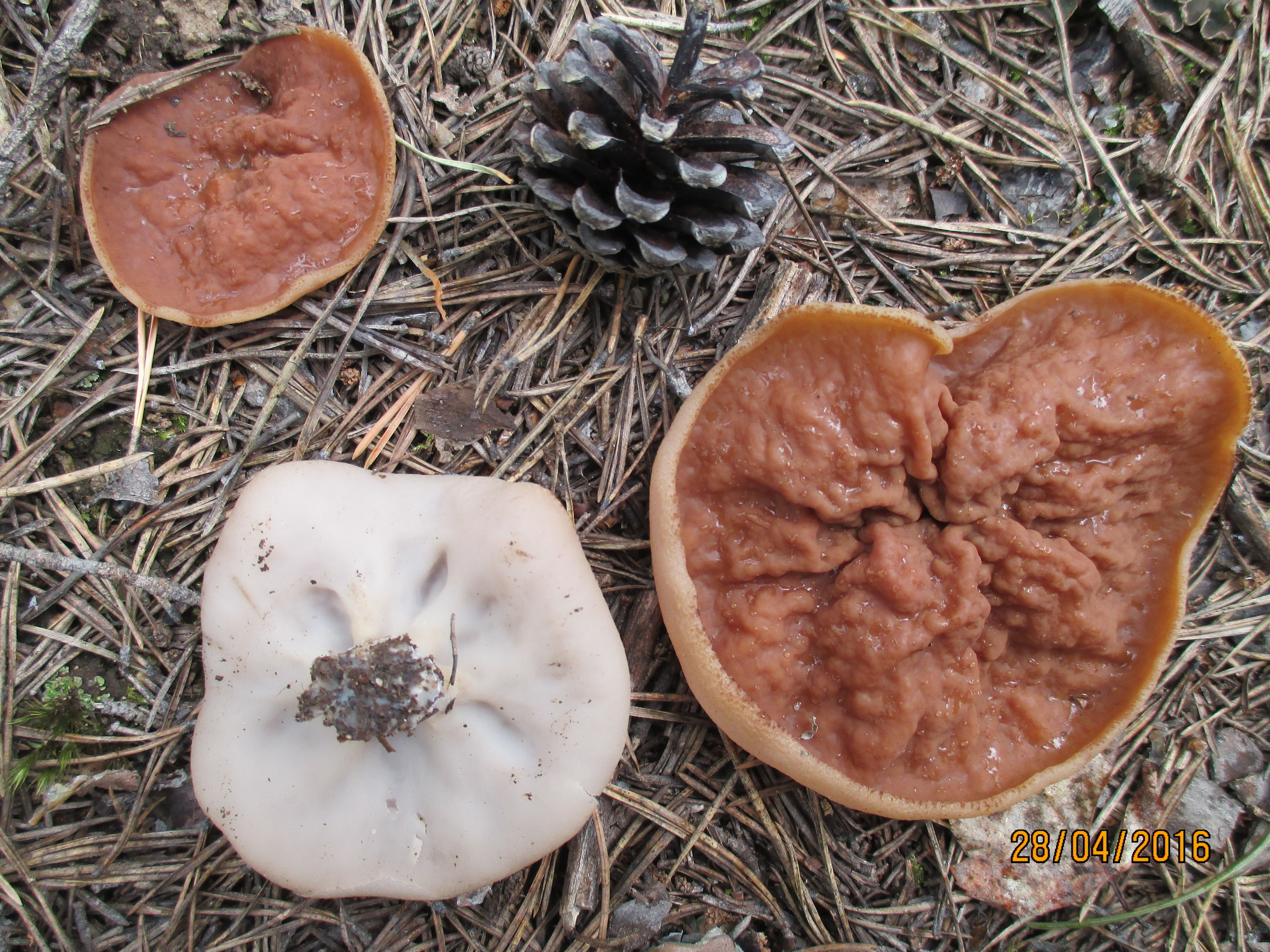
Discina ancilis
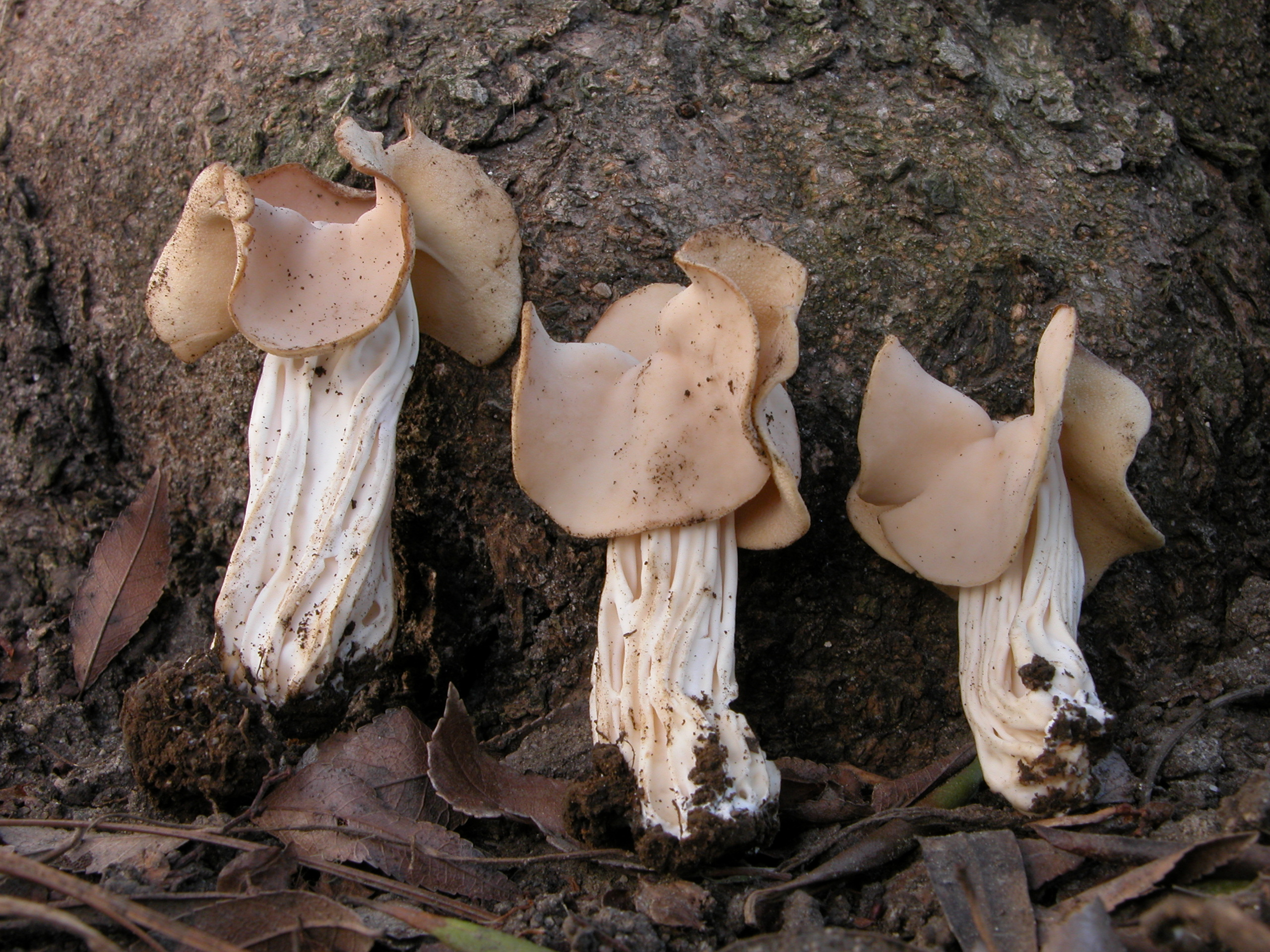
Helvella crispa
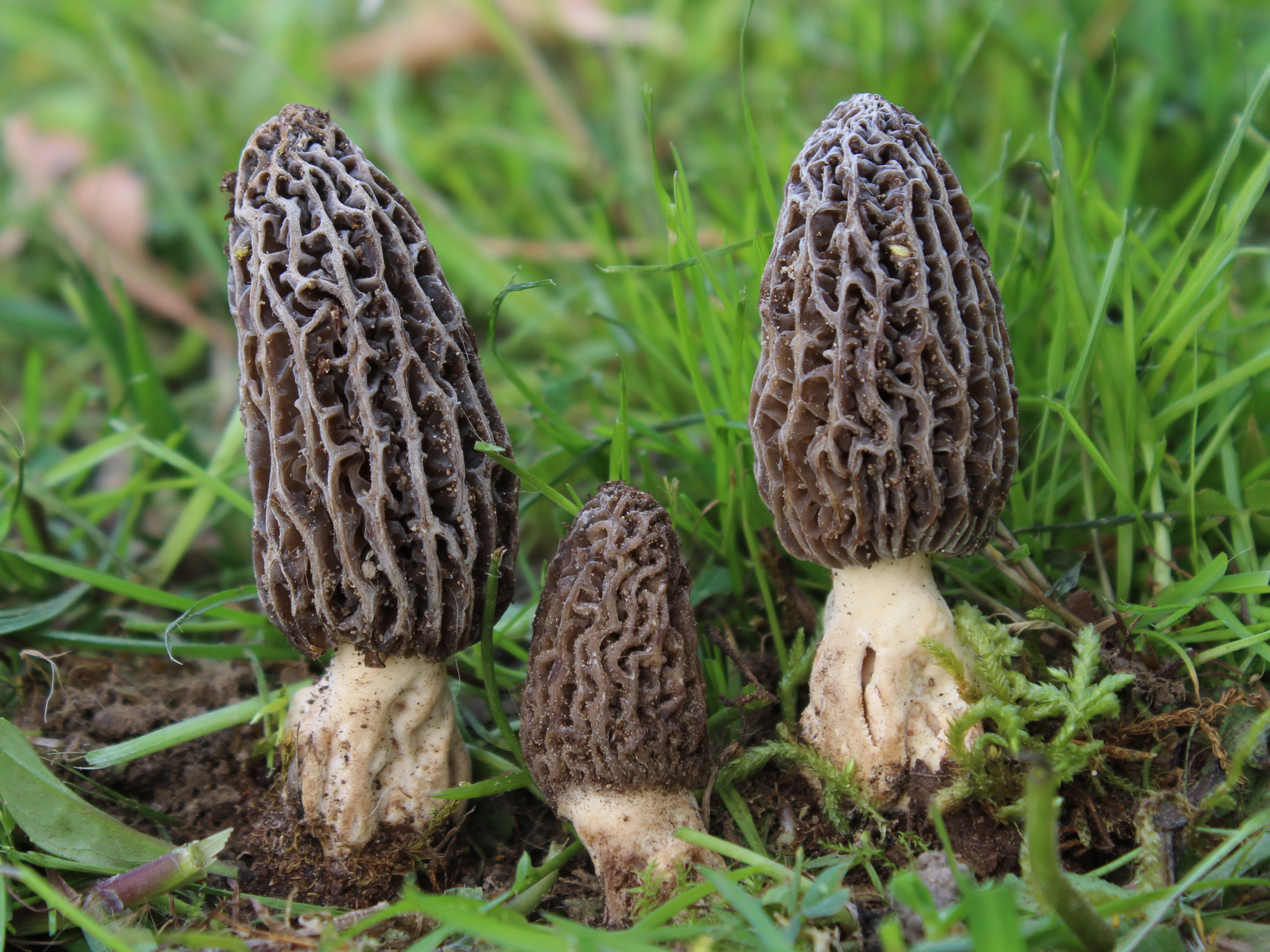
Morchella tridentina
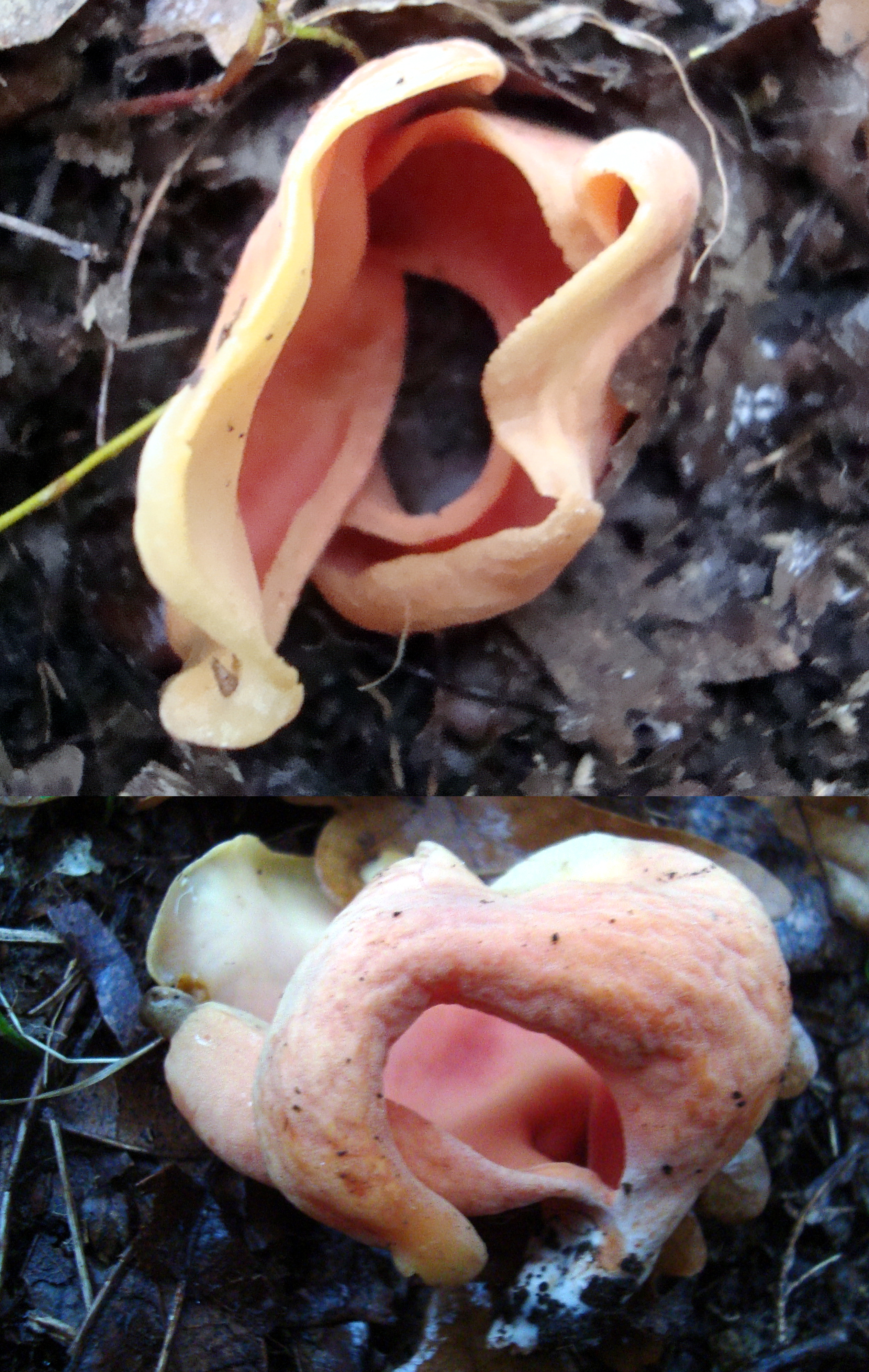
Otidea onotica
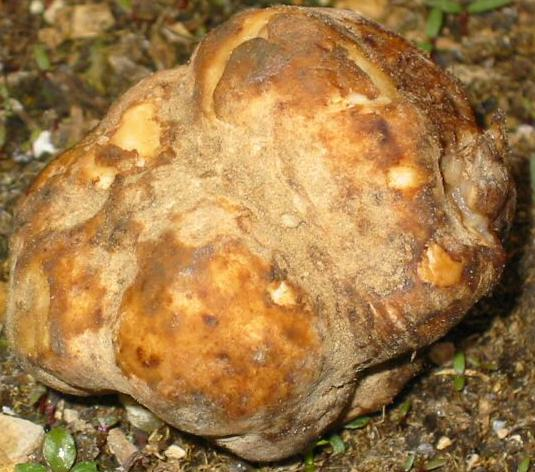
Terfezia arenaria

## Bibiliografie
- Hermann Theodor Jahn „Pilzbriefe”, vol. 6-8, Editura Pilzkundlichen Arbeitsgemeinschaft in Westfalen, 1966
- Elke Brechner, Daniel Dreesmann, Barbara Dinkelaker: „Kompaktlexikon der Biologie”, vol. 1: „A până Fotom”, Editura Spektrum Akademischer Verlag GmbH, Tübingen 2012, ISBN 3827430674, 9783827430670
- Gustav Lindau: „Kryptogamenflora für Anfänger: Eine Einführung in das Studium der blütenlosen Gewächse für Studierende und Liebhaber”, vol. 2, Editura Julius Springer, Berlin 1922
- Meinhard Michael Moser: „Kleine Kryptogamenflora der Pilze – vol. II a.: „Höhere Phycomyceten und Ascomyceten”, Editura Gustav Fischer, Jena 1963